# Seznam vrcholů v Železných horách

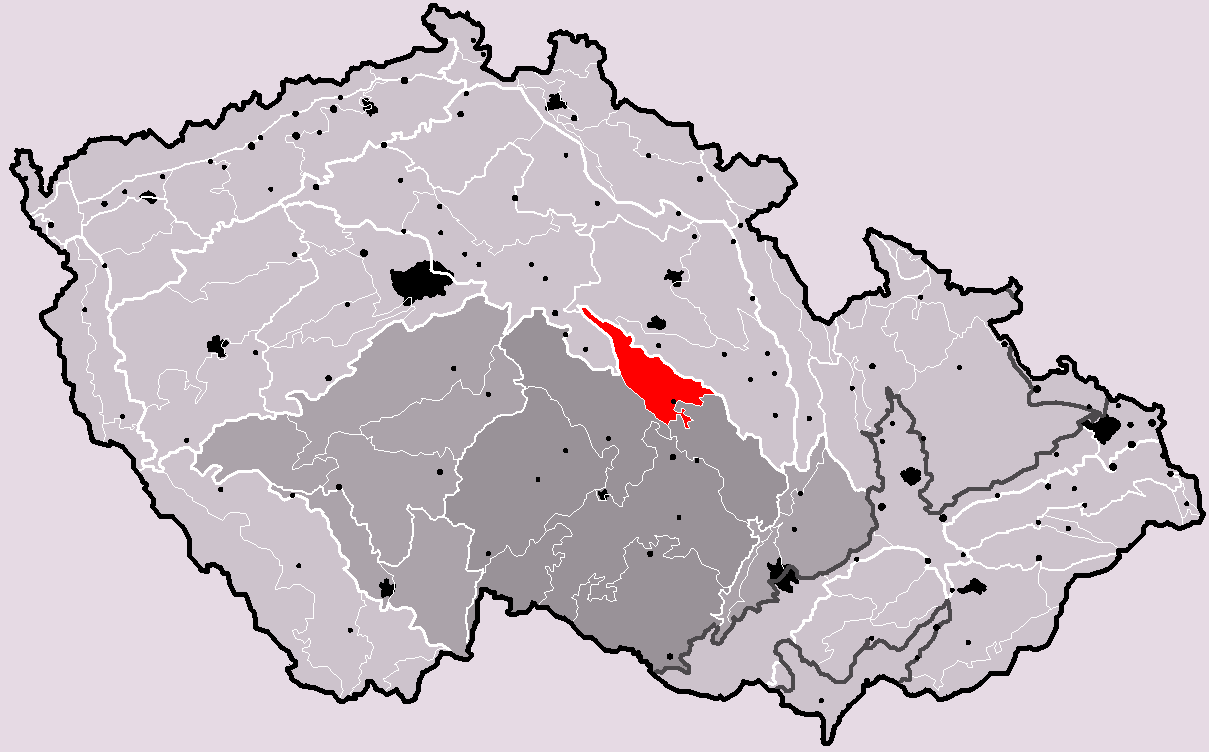
Železné hory na mapě Česka

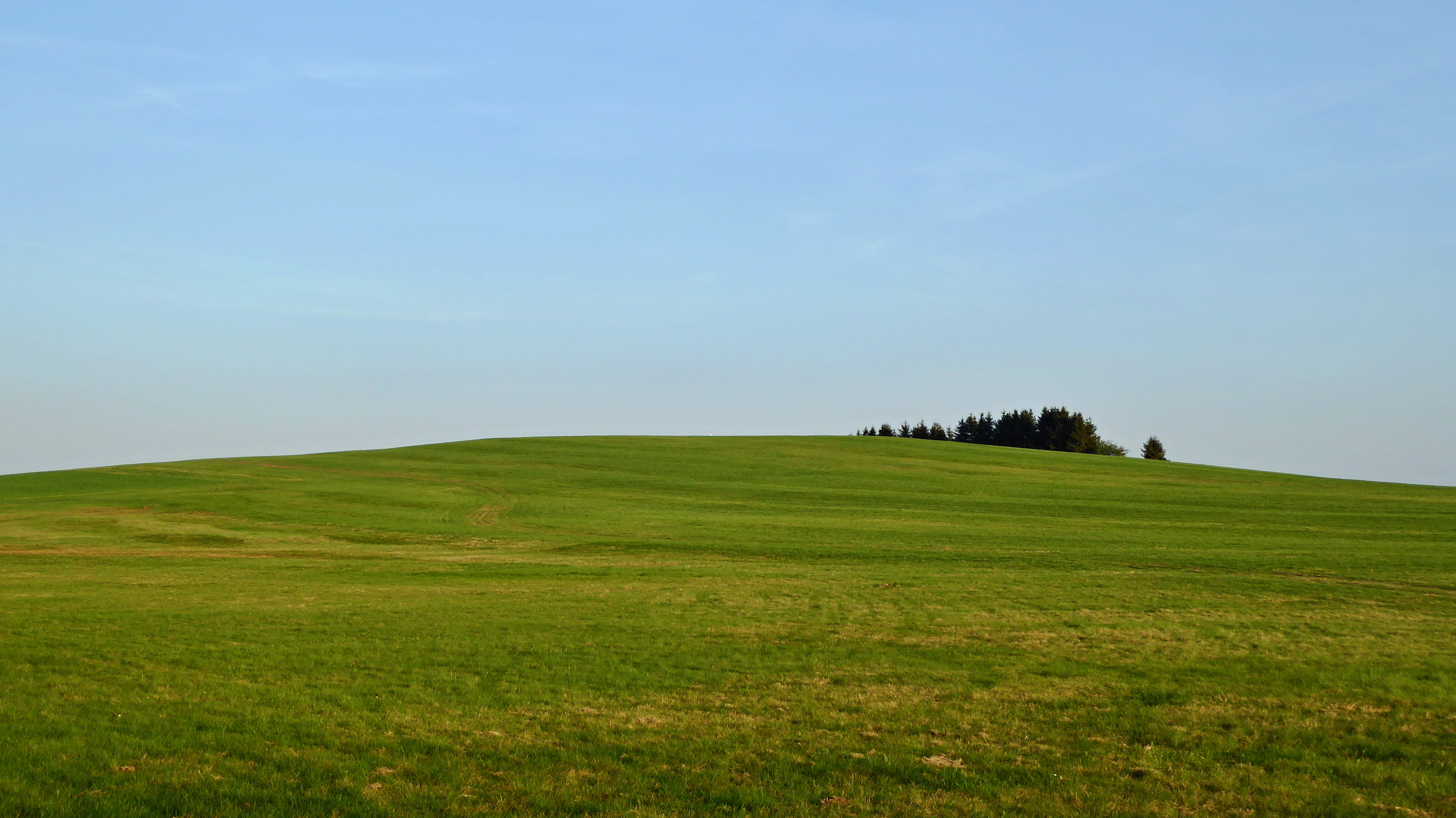
U oběšeného (738 m)

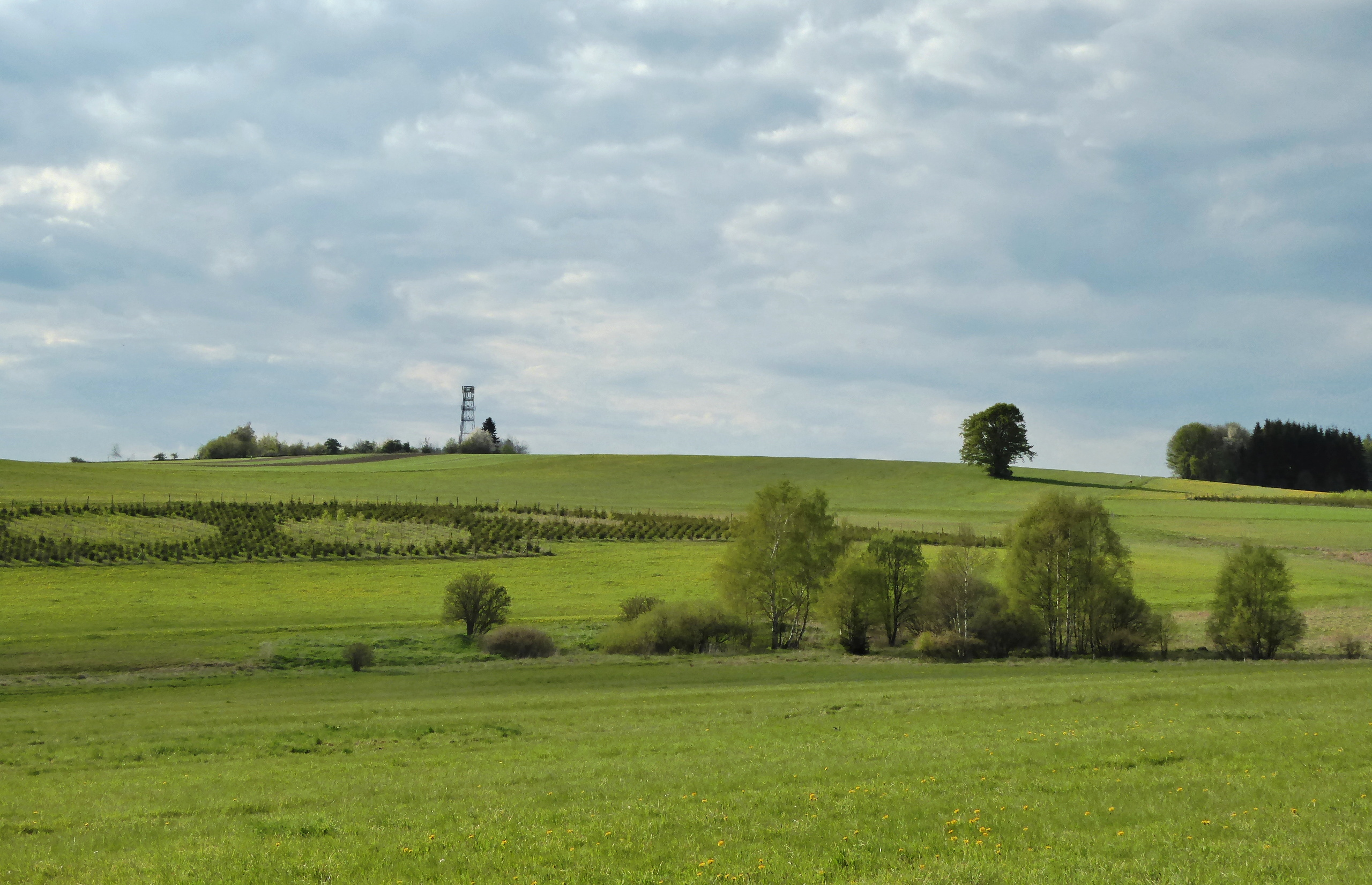
Pešava (697 m)

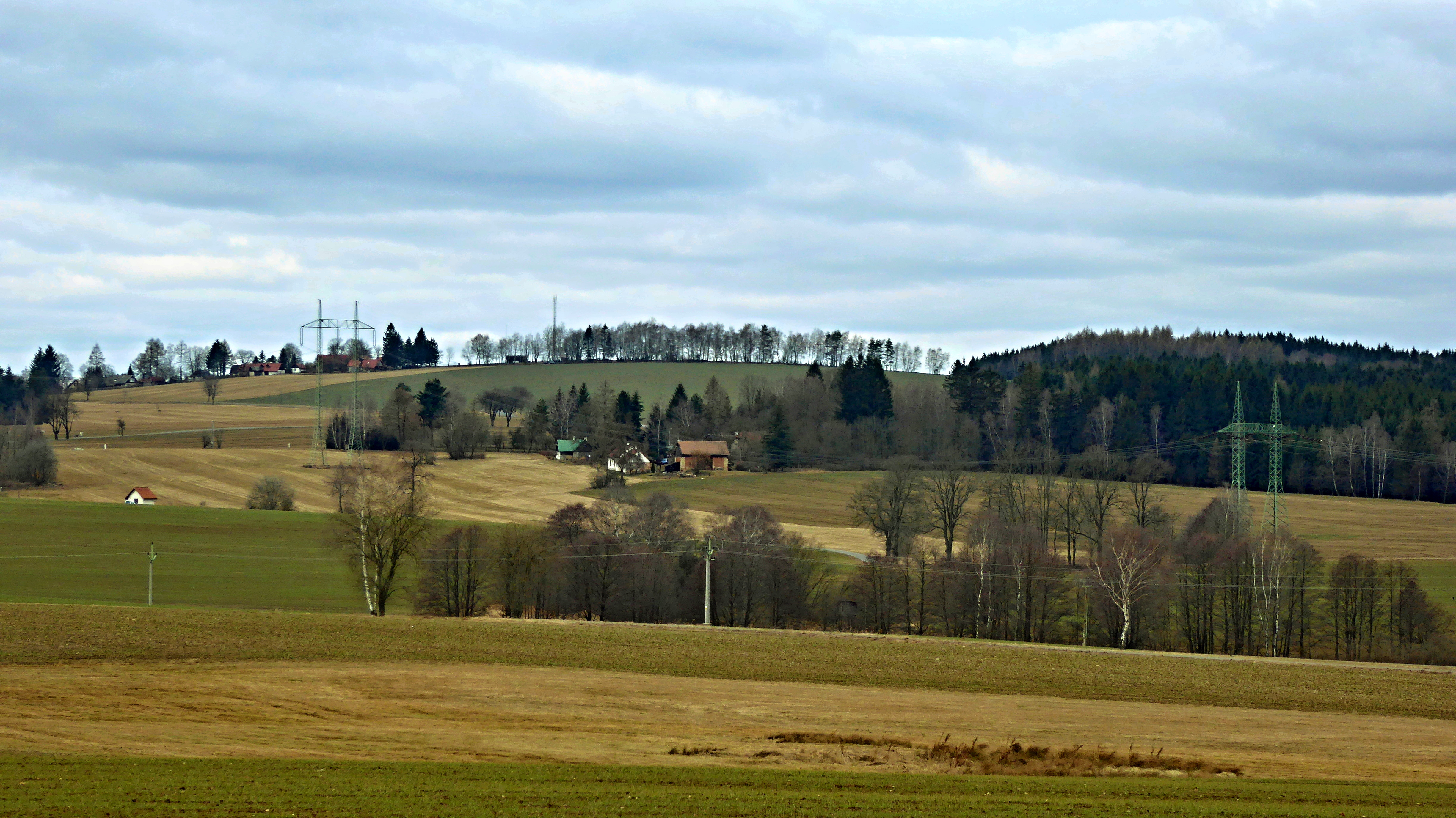
Vestec (668 m)

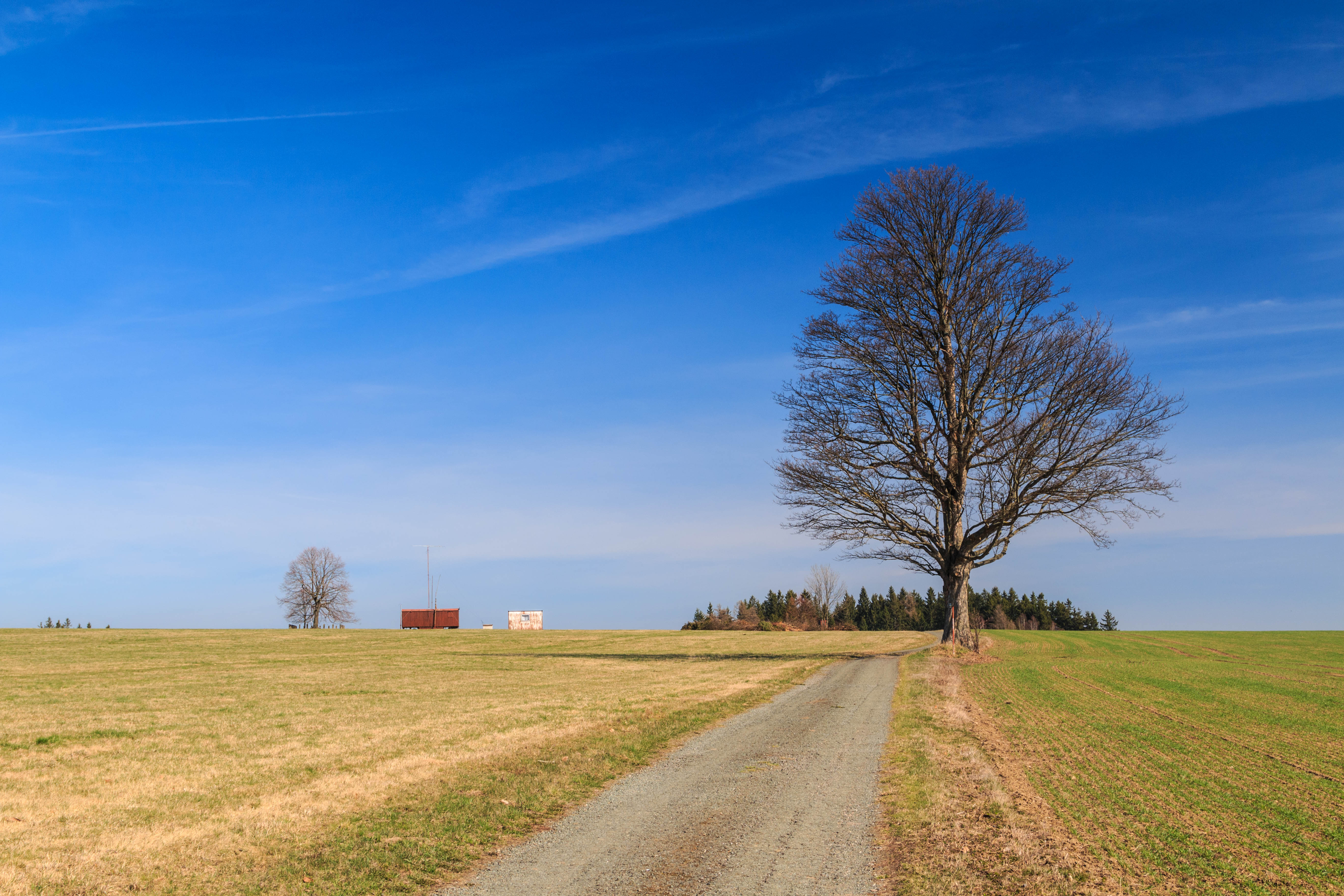
Spálava (663 m)

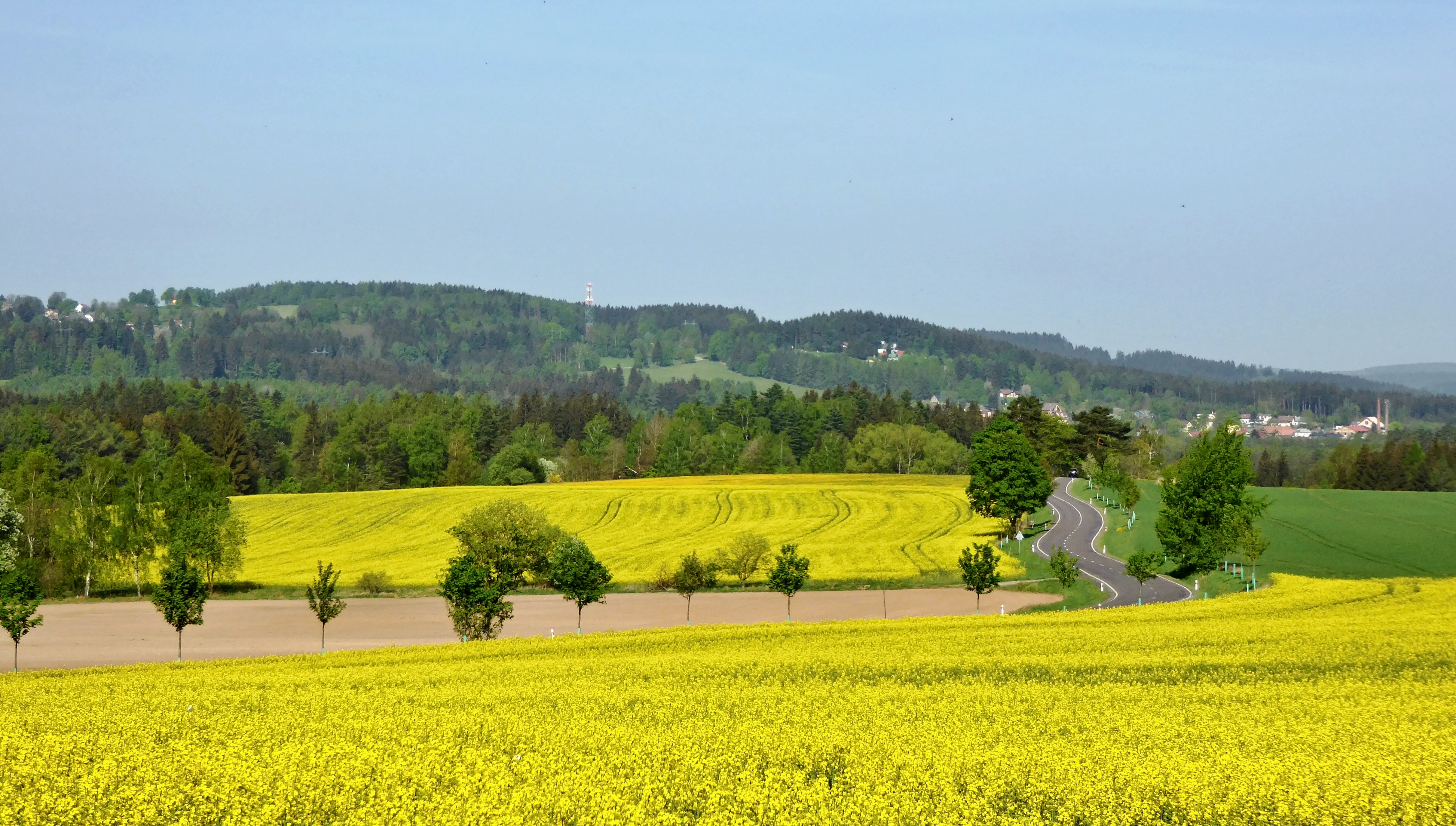
Zuberský vrch (651 m)

Seznam vrcholů v Železných horách obsahuje železnohorské vrcholy s výškou nad 500 m. Seznam je založen na údajích dostupných na stránkách Mapy.cz a ze základních topografických map ČR. Jako hranice pohoří byla uvažována hranice stejnojmenného geomorfologického celku.

## Seznam vrcholů podle výšky
Seznam vrcholů podle výšky obsahuje pojmenované železnohorské vrcholy s výškou nad 500 m a prominencí (relativní výškou) nad 20 m, plus nepojmenované vrcholy s prominencí nad 40 m. Celkem jich je 18 a všechny se nacházejí ve východní části pohoří - v podcelku Sečská vrchovina. Nejvyšší je vrchol U oběšeného (738 m) u hranice Železných hor a Žďárských vrchů. Západní podcelek Chvaletická pahorkatina je výrazně nižší, postupně klesá od východu na západ až k Labi a nejsou v něm žádné výraznější kopce.
| #   | Vrchol          | Výška m n. m. | Promi- nence | Izolace (km)          | Souřadnice                       | Přístup                                            |
| --- | --------------- | ------------- | ------------ | --------------------- | -------------------------------- | -------------------------------------------------- |
| 1.  | U oběšeného     | 738           | 37           | 2,9 → Karlštejn       | 49°43′59″ s. š., 16°01′10″ v. d. | neznačeno                                          |
| 2.  | Peškův vrch     | 717           | 21           | 1,3 → U oběšeného     | 49°43′13″ s. š., 16°01′05″ v. d. | neznačeno                                          |
| 3.  | Pešava          | 697           | 38           | 3,8 → U oběšeného     | 49°45′05″ s. š., 15°57′35″ v. d. | neznačeno                                          |
| 4.  | Přední Hradiště | 693           | 77           | 4,9 → Pešava          | 49°44′21″ s. š., 15°53′30″ v. d. | neznačeno                                          |
| 5.  | Vestec          | 668           | 107          | 8,6 → Zadní Hradiště  | 49°45′03″ s. š., 15°45′51″ v. d. | žlutá turistická značka                            |
| 6.  | Spálava         | 663           | 53           | 3,6 → Vestec          | 49°46′41″ s. š., 15°43′53″ v. d. | žlutá turistická značka · zelená turistická značka |
| 7.  | Křížový vrch    | 660           | 24           | 1,9 → Suchý kopec     | 49°41′32″ s. š., 15°51′43″ v. d. | neznačeno                                          |
| 8.  | Srní            | 653           | 54           | 4,5 → Přední Hradiště | 49°47′03″ s. š., 15°52′08″ v. d. | červená turistická značka                          |
| 9.  | Zuberský vrch   | 651           | 29           | 3,3 → Spálava         | 49°46′47″ s. š., 15°47′44″ v. d. | neznačeno                                          |
| 10. | Bučina          | 627           | 27           | 2,3 → Spálava         | 49°47′11″ s. š., 15°41′44″ v. d. | neznačeno                                          |
| 11. | Krásný          | 616           | 30           | 3,4 → Spálava         | 49°49′09″ s. š., 15°44′40″ v. d. | neznačeno                                          |
| 12. | Svárov          | 614           | 26           | 2,2 → Zuberský vrch   | 49°47′51″ s. š., 15°49′15″ v. d. | neznačeno                                          |
| 13. | Bučina          | 606           | 118          | 8,5 → Krásný          | 49°52′45″ s. š., 15°39′01″ v. d. | zelená turistická značka                           |
| 14. | Borovina        | 603           | 40           | 3,2 → Krásný          | 49°49′28″ s. š., 15°41′20″ v. d. | neznačeno                                          |
| 15. | Krkanka         | 568           | 99           | 4,9 → Bučina          | 49°53′46″ s. š., 15°34′30″ v. d. | červená turistická značka                          |
| 16. | Kaňkovy hory    | 560           | 66           | 4,2 → Krásný          | 49°51′00″ s. š., 15°36′11″ v. d. | neznačeno                                          |
| 17. | Smrčina         | 545           | 28           | 1,4 → Bučina          | 49°52′47″ s. š., 15°41′48″ v. d. | neznačeno                                          |
| 18. | Bučina          | 534           | 44           | 0,7 → Olšina          | 49°50′01″ s. š., 15°38′28″ v. d. | neznačeno                                          |

## Seznam vrcholů podle prominence
Seznam vrcholů podle prominence obsahuje všechny vrcholy s prominencí (relativní výškou) nad 100 m bez ohledu na nadmořskou výšku. Takové jsou v Železných horách jen dva. Je zajímavé, že nejvyšší vrchol U oběšeného mezi ně nepatří. Od Žďárských vrchů je totiž oddělen poměrně mělkým sedlem a jeho prominence činí jen 37 metrů.
| #  | Vrchol | Výška m n. m. | Promi- nence | Izolace (km)         | Souřadnice                       | Přístup                  |
| -- | ------ | ------------- | ------------ | -------------------- | -------------------------------- | ------------------------ |
| 1. | Bučina | 606           | 118          | 8,5 → Krásný         | 49°52′45″ s. š., 15°39′01″ v. d. | zelená turistická značka |
| 2. | Vestec | 668           | 107          | 8,6 → Zadní Hradiště | 49°45′03″ s. š., 15°45′51″ v. d. | žlutá turistická značka  |